# Season of Glass (альбом GFriend)
Season of Glass — дебютный мини-альбом южнокорейской гёрл-группы GFriend. Он был выпущен 15 января 2015 года лейблом Source Music и распространен компанией KT Music. Альбом содержит три трека, в том числе ведущий сингл «Glass Bead», и два инструментальных трека. Альбом достиг пика на девятом месте в чарте альбомов Gaon и продал более 10 000 копий. GFriend продвигали альбом на музыкальных шоу Южной Кореи. Их дебют часто сравнивали с дебютом Girls Generation, причем музыка и хореография альбома напоминали «Into the New World».

## Релиз и промоушен
В ноябре 2014 года Source Music объявила о предстоящем дебюте своей первой гёрл-группы под названием GFriend. 5 января вся группа была представлена, и была объявлена дата выхода их альбома. Дебютный мини-альбом GFriend был выпущен в цифровом формате 15 января и был выпущен в формате CD на следующий день. Музыкальное видео для ведущего сингла «Glass Bead» было спродюсировано Zanybros и снято режиссером Хон Вон-Ки. GFriend были разработанв, чтобы ориентироваться на подростковую аудиторию, и музыкальное видео установлено в различных школьных местах, включая класс и спортзал. «Glass Bead» является первой песней в «школьной серии» группы и представляет собой начало учебного семестра и наслаждением времени с друзьями.
GFriend продвигали альбом с выступлениями «Glass Bead» на различных музыкальных шоу, начиная с Music Bank 16 января. Они представляли собой «невинный и молодой» образ, одетый в одежду болельщика с простыми прическами и минимальным макияжем. В отличие от их внешнего вида, хореография группы была описана как «мощная» и «энергичная».

## Производство и композиции
Интро трек альбома, «Glass Bead» и «White» были написаны Игги и Со Ен—Бэ, который ранее написал такие песни, как «Heaven» дли Эйли и «Catallena» Orange Caramel. Со Ен—Бэ является внутренним продюсером Rainbow Bridge World. «Neverland» был написан Юн Во-Соком из ZigZag Note и Кан Ми-Син, с текстами Ким Со Чжуном и Ким Ен Хваном (Eden Beatz).
«Glass Bead» - это танцевальная Бабблгам-поп песня, с «великолепным звуком струн, мощным ударом и эмоциональной и плавной мелодией». Тексты песен с точки зрения девочки-подростка, которая говорит, что она не будет легко ломаться, несмотря на кажущуюся хрупкой, как стеклянная бусина, и будет сиять для того, кого она любит. Первоначально, другая, «более мягкая», песня стала заглавной для альбома. Когда менеджер GFriend сыграл песню для группы, им всем сразу понравилось. Совон сказала, что это «дает ощущение бега в тренажерном зале, который, как я думала, соответствовала нам лучше». Хотя песню часто сравнивали с «Into The New World» Girls Generation, она напоминала группу Fin.K. L и S.E.S, корейские группы девушек с конца 1990-х и начала 2000-х. «Neverland» - это танцевальная песня с «мощными» синтезаторами и гитарами, отличающаяся вокальной гармонией в хоре, а «White» — это танцевальная песня среднего темпа, напоминающая 1990-е годы.

## Критика
Альбом вошел в недельный альбомный чарт Gaon под номером двенадцать и достиг пика на номер девять во вторую неделю февраля. Это был 38-й самый продаваемый альбом в январе, продав 1146 физических копий. По состоянию на июнь 2016 года было продано в общей сложности 11 640 единиц. Песня вошла в цифровую диаграмму Gaon под номером 89 и достигла максимума под номером 25 на следующей неделе. Музыкальное видео песни было девятым самым просматриваемым музыкальным видео K-pop во всем мире в течение месяца января.
В конце января GFriend были включены в список Billboard «Top 5 K-Pop Artists to Watch in 2015». Джефф Бенджамин сказал, что GFriend, наряду с другими новичками гёрл-группой Lovelyz, «возглавляли новую волну женских действий с классическим невинными взглядами», в отличие от популярного «сексуального» тренда 2014 года. Он сказал, что «сладкий звук» и хореография «Glass Bead» принесли «неоспоримую ностальгию» по дебютному синглу Girls Generation «Into The New World». Написав для Fuse, он сказал, что GFriend были «возможно самой успешной» группой невинных девушек и назвал песню «ностальгической». Он пришел к выводу, что группа должна создать уникальную идентичность для себя.

## Трек-лист
| №                   | Название                        | Текст песни         | Музыка                       | Arrangement         | Длительность |
| ------------------- | ------------------------------- | ------------------- | ---------------------------- | ------------------- | ------------ |
| 1.                  | «Season of Glass» (Intro)       |                     | Iggy Seo Yong-bae            | Iggy Seo            | 1:13         |
| 2.                  | «Glass Bead» (кор. 유리구슬)    | Iggy Seo            | Iggy Seo                     | Iggy Seo            | 3:23         |
| 3.                  | «Neverland»                     | Eden Beatz          | ZigZag Note Kang Myeong-shin | ZigZag Note Kang    | 3:11         |
| 4.                  | «White» (하얀마음; Hayan Maeum) | Iggy Seo            | Iggy Seo                     | Iggy Seo            | 3:45         |
| 5.                  | «Glass Bead» (Instrumental)     |                     | Iggy Seo                     | Iggy Seo            | 3:23         |
| Общая длительность: | Общая длительность:             | Общая длительность: | Общая длительность:          | Общая длительность: | 14:55        |

## Чарты
| Чарты                   | Высшая позиция |
| ----------------------- | -------------- |
| Республика Корея (Gaon) | 9              |

### Продажи и сертификация
| Поставщик (2015)        | Сумма  |
| ----------------------- | ------ |
| Gaon физические продажи | 11,640 |